# Stoke Golding
Stoke Golding è un villaggio e parrocchia civile dell'Inghilterra, appartenente alla contea del Leicestershire.